# Isabelle Morneau
Isabelle Morneau (* 18. April 1976 in Greenfield Park, Longueuil, Québec) ist eine ehemalige kanadische Fußballspielerin.

## Karriere

### Vereine
Aufgewachsen in Greenfield Park, einem Stadtteil von Longueuil, begab sich Allen nach ihrem Abschluss am Cégep Édouard-Montpetit an die University of Nebraska-Lincoln in Lincoln, um ein Studium im Hauptfach Psychologie aufzunehmen. Während ihrer vierjährigen Studienzeit bestritt sie auch für die Fußballmannschaft der Bildungseinrichtung, die Cornhuskers, 91 Meisterschaftsspiele in der Big Ten Conference innerhalb der NCAA Division I, in denen sie 24 Tore erzielte.
Im Profifußball kam sie in der Spielzeit 2003 für die Ottawa Fury in der Northern Division innerhalb der Eastern Conference der USL W-League zum Einsatz, in der Folgespielzeit für den Ligakonkurrenten Montreal Xtreme. Im weiteren Verlauf und nach Laval gelangt, spielte sie für die Laval Comets in derselben Spielklasse und kam in zehn Punktspielen zum Einsatz.

### Nationalmannschaft
Morneau bestritt für die Canadian Soccer Association in zwölf Jahren 87 Länderspiele in der A-Nationalmannschaft, in denen sie sechs Tore erzielte.
Ihr Debüt gab sie am 11. April 1995 in Poissy bei der 0:1-Niederlage gegen die französische Nationalmannschaft im Tournoi International in Frankreich. Zu ihren weiteren Länderspielen zählen zwei weitere Spiele im Tournoi International sowie sieben weitere Spiele im Turnier um den US-Cup. Des Weiteren bestritt sie 38 in Freundschaftsländerspiele, sechs WM-Endrundenspiele (drei 1995 in Gruppe B, drei 1999 in Gruppe C), vier Qualifikationsspiele im Hinblick auf die Teilnahme für das olympische Fußballturnier 2004, fünf und zwei Spiele im Turnier um den CONCACAF Women’s Gold Cup 2000 und CONCACAF Women’s Gold Cup 2006, fünf im CONCACAF Women’s Championship 1998 – drei Spiele der Gruppe A, das Halbfinale und das Finale, das am 6. September mit 1:0 gegen die Nationalmannschaft Mexikos gewonnen wurde.
Ferner kam sie in drei Spielen im Vier-Nationen-Turnier 2004 zum Einsatz, wurde in drei Spielen im Turnier um den Peace Queen Cup 2006 berücksichtigt, wie auch in jeweils fünf im Turnier um den Algarve-Cup 2002 (drei Spiele der Gruppe C und das Spiel um Platz 7 bei der 0:3-Niederlage gegen die Nationalmannschaft Finnlands am 7. März in Lagoa sowie das Spiel um Platz 7 am 20. März 2003 in Guia). Beim im Jahr 2000 ausgetragenen Turnier um den Pacific Cup in Australien wurde sie in allen fünf Spielen eingesetzt (2:1 vs. Neuseeland am 31. Mai in Canberra, 1:9 vs. USA am 2., 2:0 vs. Australien am 4. Juni jeweils in Sydney, 5:3 i. E. vs. China am 8. und 5:1 vs. Japan am 10. Juni jeweils in Newcastle).

## Erfolge / Auszeichnung
- Peace Queen-Cup-Finalist 2006
- CONCACAF W Championship Goldmedaille 1998, Silbermedaille 2006, Bronzemedaille 2002
- Aufnahme in die Canada Soccer Hall of Fame 2014
- Aufnahme in die Québec Soccer Hall of Fame 2010
- Québec Soccer Player of the Year 1998, 2002, 2003